# Medeopteryx flagrans
Medeopteryx flagrans (лат.) — вид жуков-светляков из подсемейства Luciolinae (Lampyridae). Новая Гвинея. 

## Описание
Длина тела около 1 см (5,9–7,2 мм). Пронотум жёлтый, лоб и лабрум иногда оранжевые, надкрылья тёмные, основная окраска коричневая; вершины надкрылий округлены; светящийся орган LO полностью в брюшном вентрите V7. Развит клипеолабральный шов, лабрум слабо склеротизированный, подвижный; заднебоковые углы пронотума округлые; вентрит V7 трёхвыемчатый; брюшные вентриты с изогнутыми задними краями.

## Классификация
Вид Medeopteryx flagrans был впервые описан в 1987 году под названием Pteroptyx flagrans Ballantyne, 1987, а его валидный статус подтверждён в ходе ревизии, проведённой в 2013 году австралийскими энтомологами Лэсли Баллантайн (Lesley A. Ballantyne; School of Agricultural and Wine Sciences, Charles Sturt University, Уогга-Уогга, Австралия) и Кристин Ламбкин (Christine L. Lambkin; Queensland Museum, Брисбен, Австралия), когда он был перенесён из рода Pteroptyx в состав рода Medeopteryx. Сходен с таксоном Medeopteryx torricelliensis.